# Peñacerrada
Peñacerrada en espagnol ou Urizaharra en basque est une commune d'Alava, dans la communauté autonome du Pays basque en Espagne.

## Hameaux
La commune comprend les hameaux suivants :
- Baroja, concejo, avec ses deux hameaux Baroja et Zumentu ;
- Faidu (Faido en espagnol), concejo ;
- Loza petite aldea rurale, concejo ;
- Montoria, concejo ;
- Payueta (Pagoeta en basque), concejo ;
- Peñacerrada (Urizaharra en basque), concejo, chef-lieu de la commune.